# 森正典
森 正典（もり まさのり、天和元年11月12日（1681年12月21日）- 元文4年5月28日（1739年7月3日））は、美作津山藩家老。
森家家臣森正致の嫡男。母は祖父森正方の長女於徳。正室は森三隆の娘於力。後室は森三隆の養女於梅（森正紹娘）。養子は弘前藩士門馬八郎右衛門本親の次男森正恭（正共）。通称は門十郎、縫殿。
元禄2年（1689年）婿養子の父正致が先立って没していたため、祖父正方の家督を継ぐ。禄高は2000石。元禄10年（1697年）津山森家改易により浪人。正徳4年（1714年）再び赤穂森家に仕える。元文4年5月28日没。59歳。家督は養子の正共が相続した。正共は森家家臣各務利直の外孫で、赤穂藩主長生、政房、忠洪の甥。
なお、「寛政重修諸家譜」では正典を第5代藩主忠洪の実父とするものの、森可政系図伝によると、忠洪の実父は各務利直で母は側室久昌院（片桐家家臣森庄右衛門の娘）。